# Relativism
Relativismul este ideea că opiniile sunt relative în funcție de diferențele de percepție și de gândire. Nu este un adevăr obiectiv universal potrivit relativismului; mai degrabă fiecare punct de vedere își are propriul adevăr.
Principalele categorii de relativism variază în funcție de gradul lor de aplicare. Relativismul moral cuprinde diferențele în judecățile morale în cadrul popoarelor și culturilor. Relativismul adevărului este doctrina că nu există adevăruri absolute, iar adevărul este întotdeauna relativ în raport cu un anumit cadru de referință, cum ar fi o limbă sau o cultură (relativism cultural). Relativismul descriptiv încearcă, după cum sugerează și numele, să descrie diferențele de opinii în cadrul culturilor și popoarelor fără a le evalua, în timp ce relativismul normativ evaluează moralitatea sau veridicitatea punctelor de vedere într-un anumit cadru.
„... fiindcă orice lucru e bun sau rău, numai după cum îl face închipuirea noastră.”—Hamlet: Actul 2, Scena 2.